# Coeloides sonora
Coeloides sonora är en stekelart som beskrevs av Mason 1978. Coeloides sonora ingår i släktet Coeloides och familjen bracksteklar. Inga underarter finns listade i Catalogue of Life.